# Michel Tournier (jégkorongozó)
Michel Tournier (Chamonix-Mont-Blanc, 1911 – ?) francia jégkorongozó.
A francia válogatottal két jégkorong-világbajnokságon is játszott. Az 1930-as jégkorong-világbajnokságon először legyőzték a belgákat 4–1-re, majd a negyeddöntőben kikpatak az osztrákoktól 2–1-re és a 6. helyen végeztek. Az 1931-es jégkorong-világbajnokságon csak a románokat tudták megverni és a 9. helyen végeztek.